# Capannoli
Capannoli ist eine italienische Gemeinde in der Provinz Pisa in der italienischen Region Toskana mit 6361 Einwohnern (Stand 31. Dezember 2023).

## Geographie

Lage von Capannoli in der Provinz Pisa

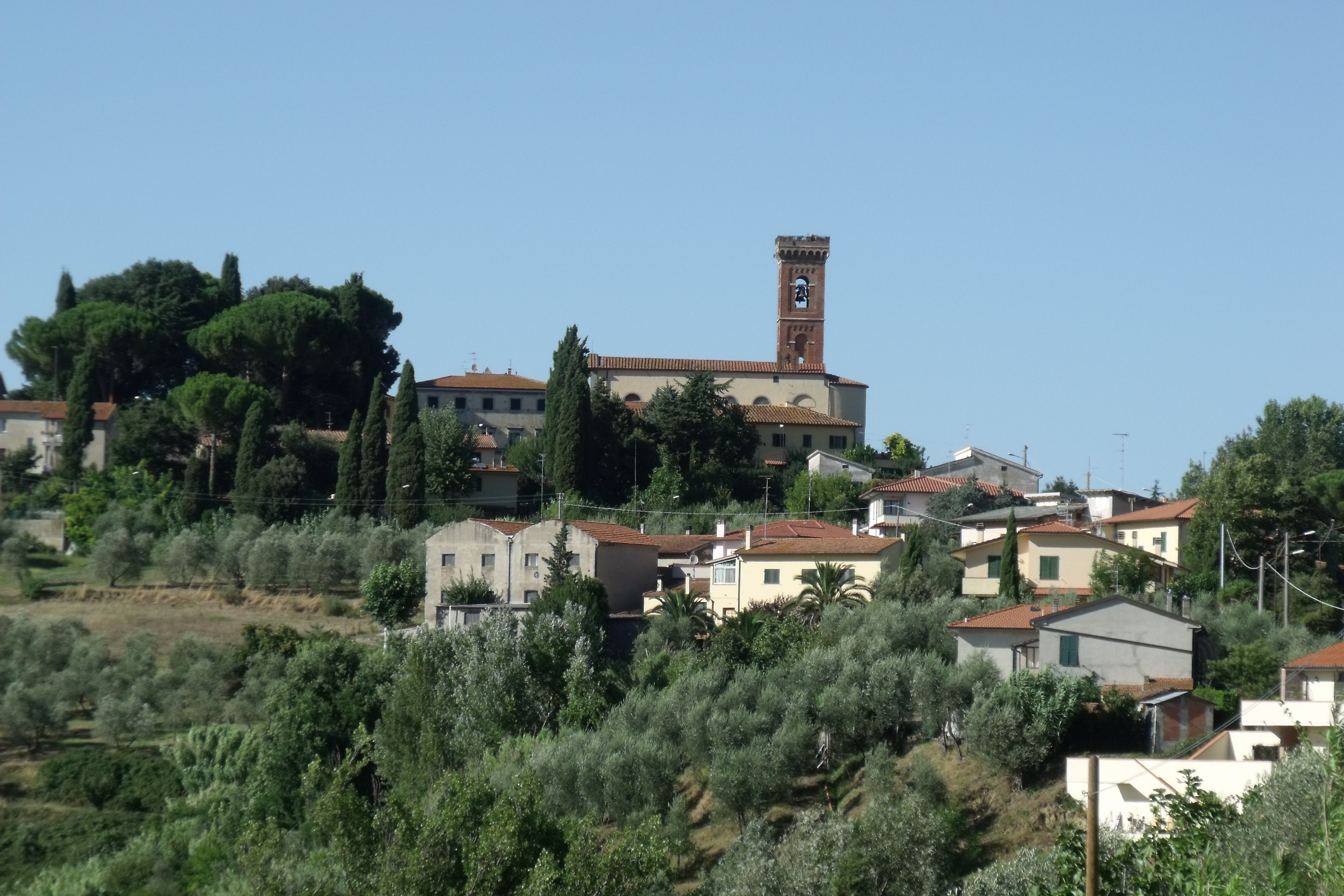
Panorama des Ortsteils Santo Pietro Belvedere

Der Ort liegt ca. 25 km südöstlich der Provinzhauptstadt Pisa und rund 50 km südwestlich der Regionalhauptstadt Florenz am Fluss Era und in der klimatischen Einordnung italienischer Gemeinden in der Zone D, 1 650 GR/G. Die wichtigsten Flüsse im Gemeindegebiet sind der Fluss Era (8 von 55 km im Gemeindegebiet) und der Torrente Roglio (9 von 28 km im Gemeindegebiet). Die Kirchen der Gemeinde liegen im Bistum San Miniato, einem Suffraganbistum des Erzbistums Florenz.
Einziger Ortsteil ist Santo Pietro Belvedere (147 m, ca. 1200 Einwohner).
Capannoli grenzt an die Gemeinden Casciana Terme Lari, Palaia, Peccioli, Ponsacco, Pontedera und Terricciola.

## Geschichte
Erstmals Erwähnung fand der Ort zwischen 843 und 1051 in Dokumenten des Erzbistums Lucca. Im Mittelalter herrschten im Ort die Gherardesca aus Pisa, die im 13. Jahrhundert von der Republik Pisa (Repubblica di Pisa) verdrängt wurden. 1406 gelangte der Ort unter die Herrschaft von Florenz. Bis 1776 war Santo Pietro Belvedere eine eigenständige Gemeinde und gelangte dann als Ortsteil zu Capannoli.

## Kultur und Sehenswürdigkeiten
Seit dem 13. Jahrhundert war Capannoli eine Burg der Familie Gherardesca. An der Stelle der Burg steht heute die spätbarocke Villa Bourbon del Monte, ehemals Villa Baciocchi. Hier befindet sich seit 1997 das Museo Civico Zoologico di Capannoli und das Museo Archeologico della Valdera.

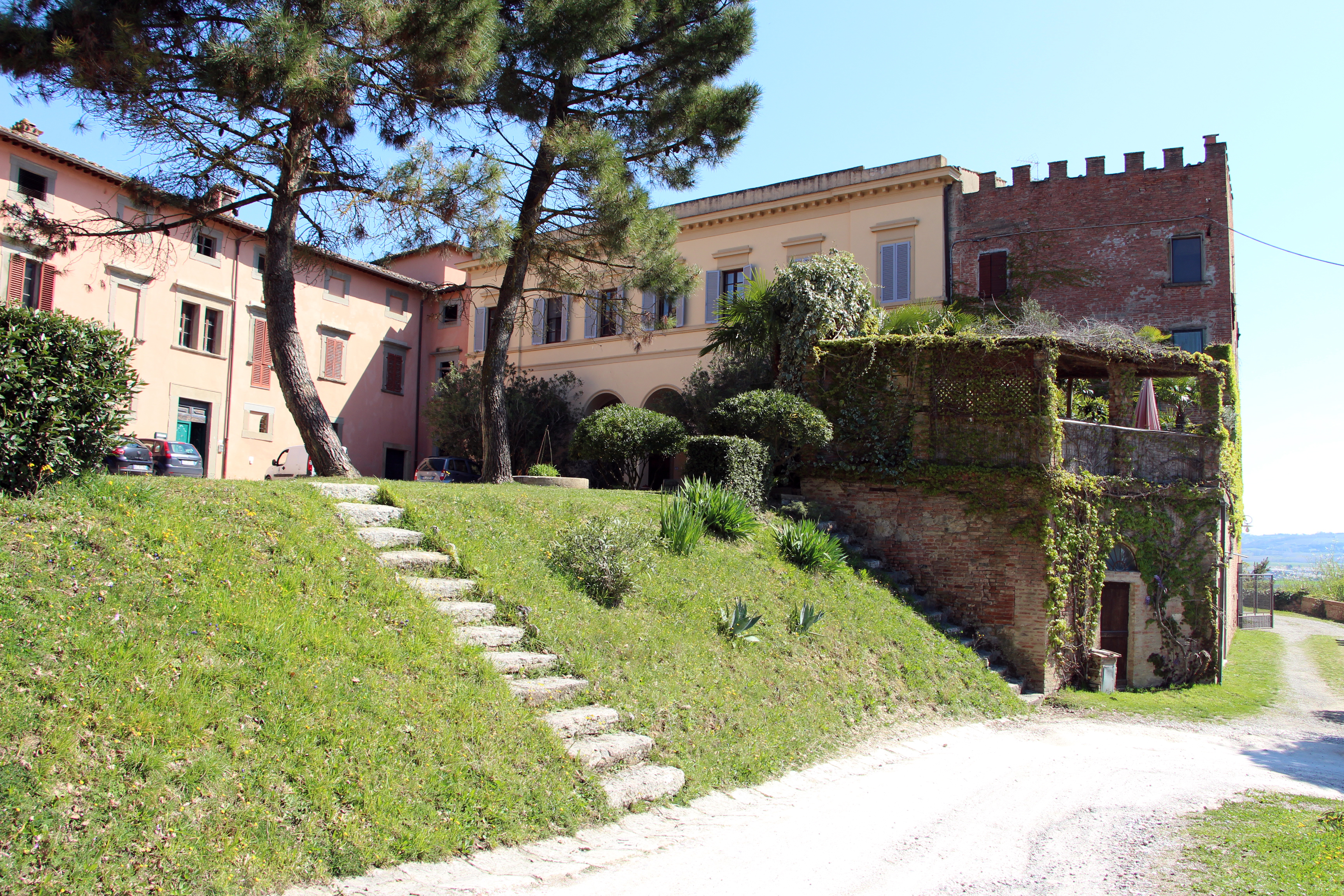
Die Villa Baciocchi
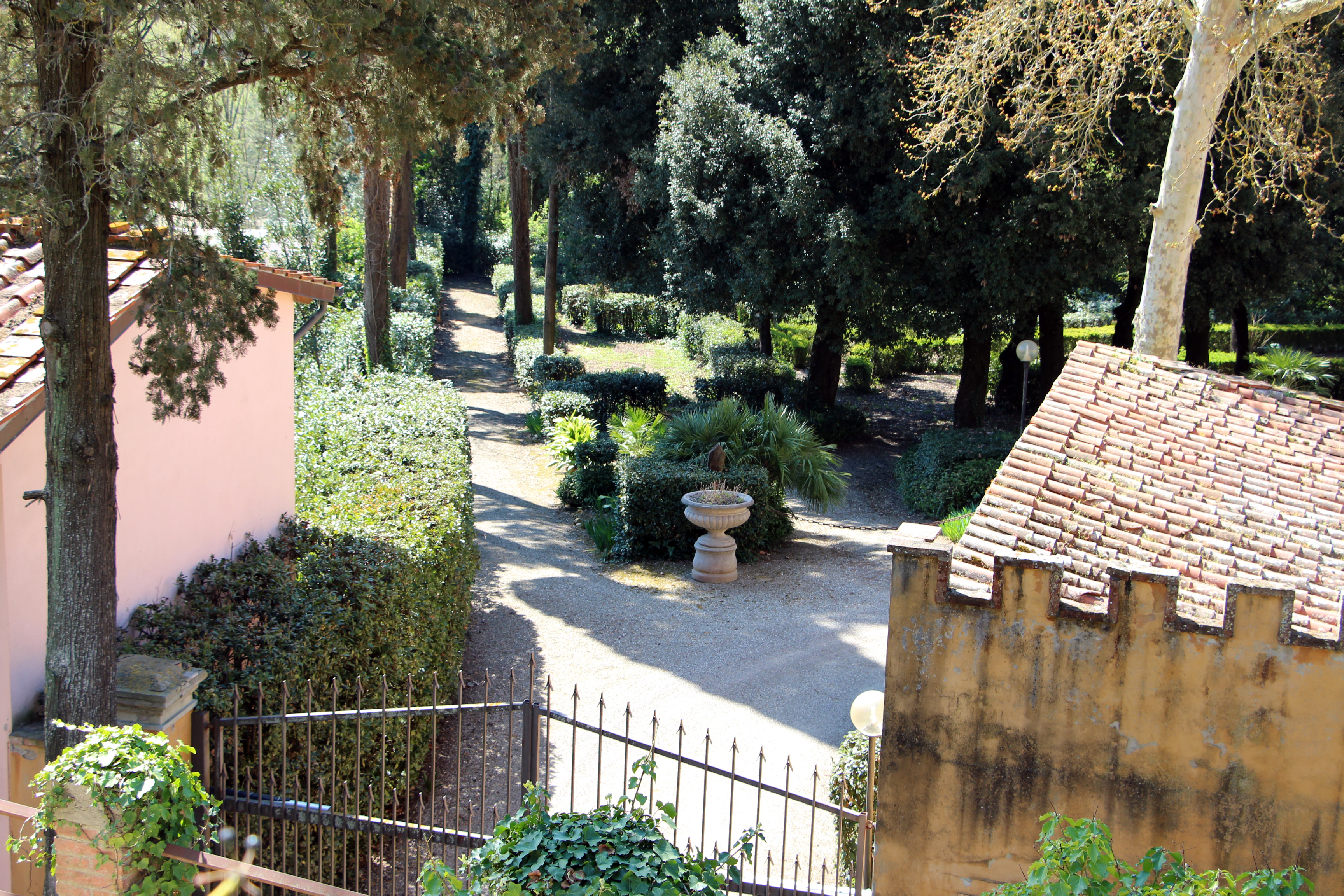
Blick in den Park der Villa
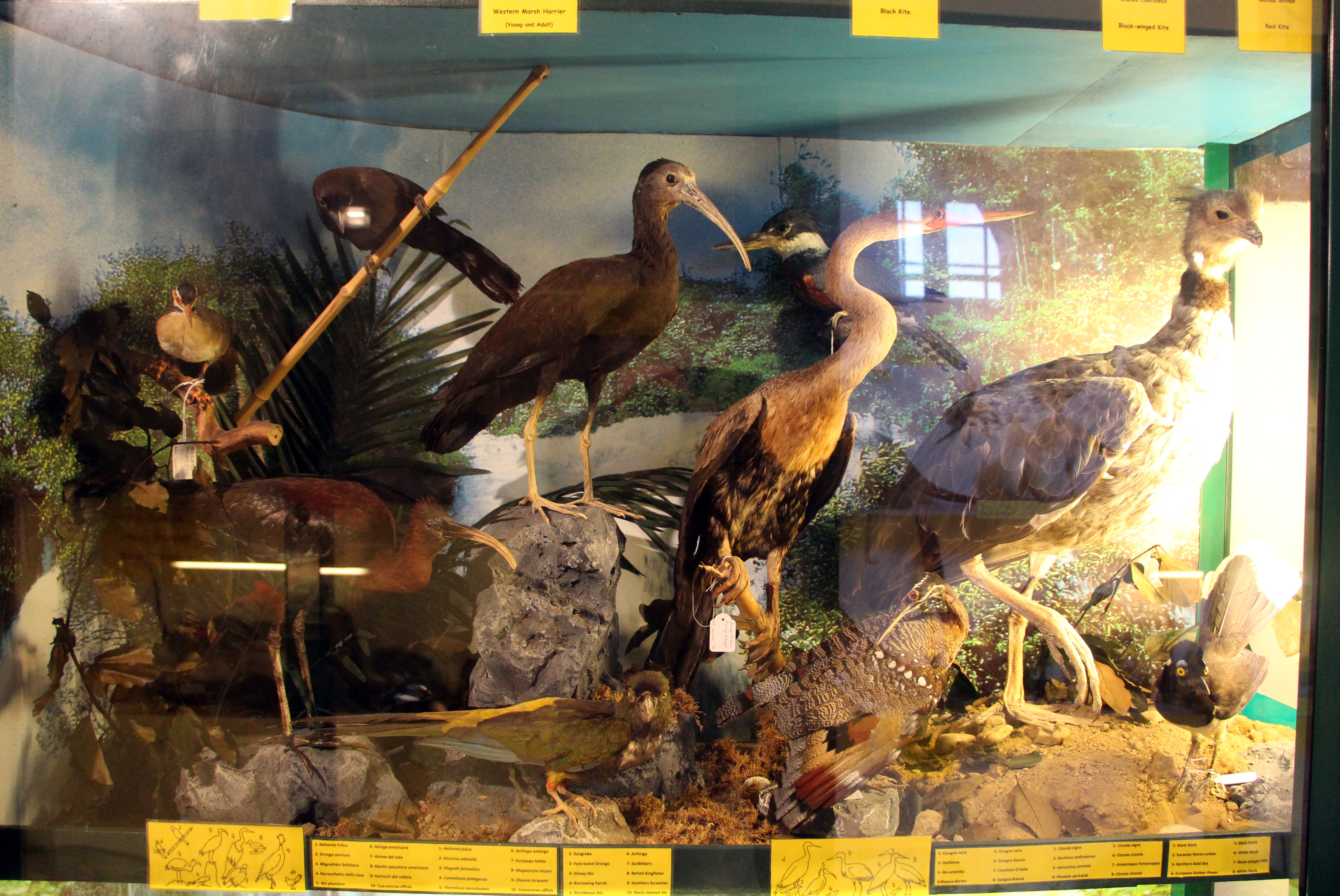
Im museo zoologico
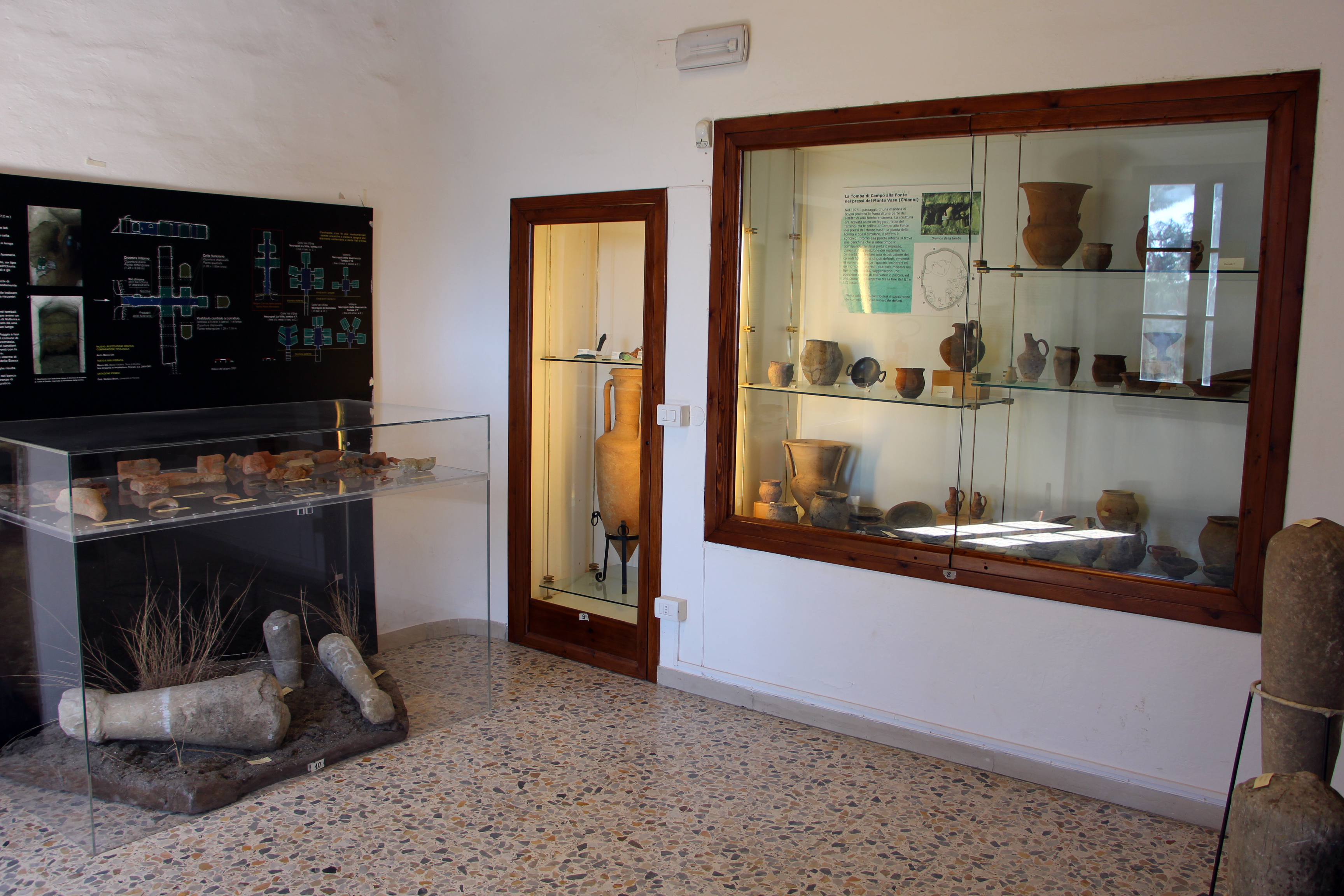
Im museo archeologico
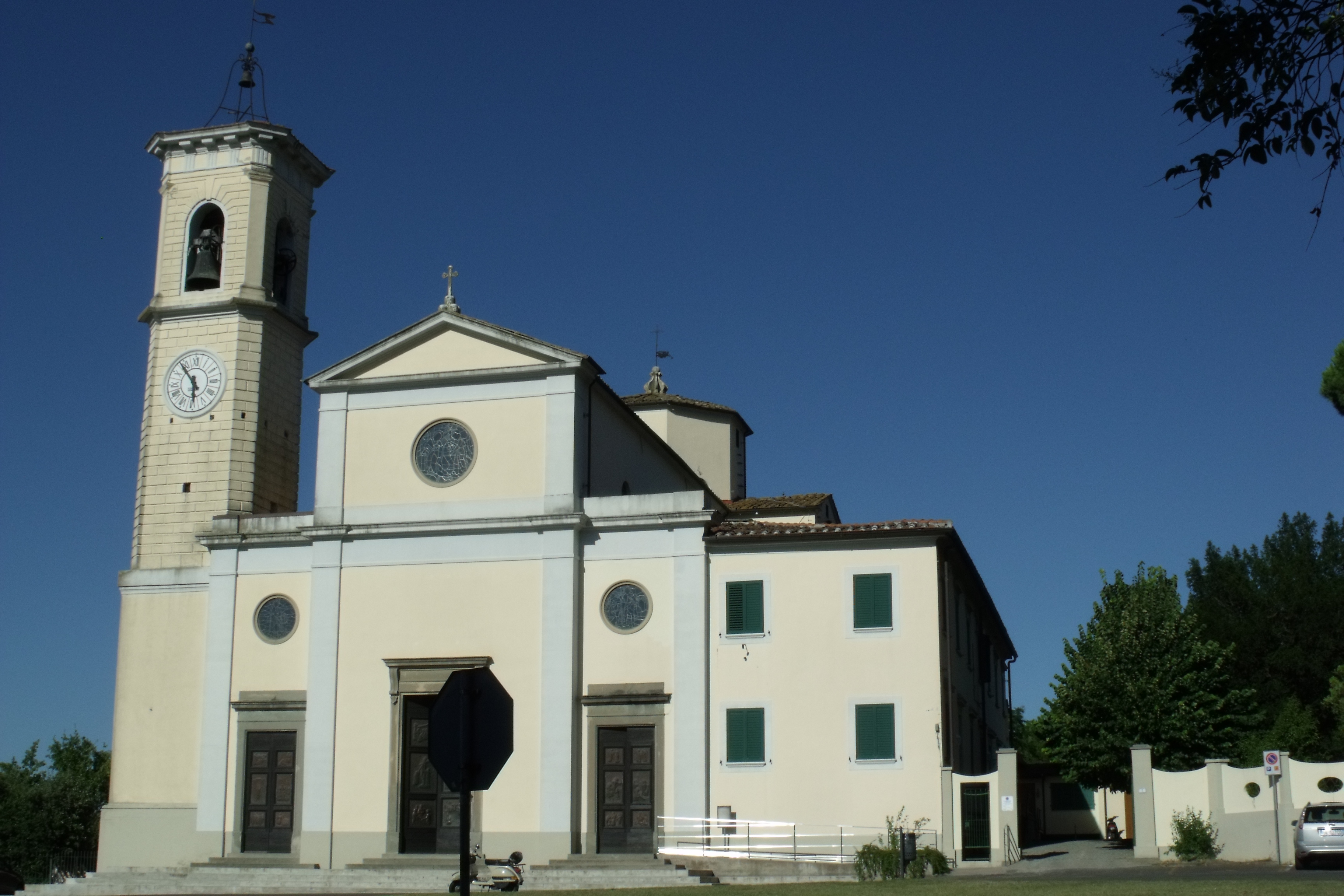
Chiesa di San Bartolomeo
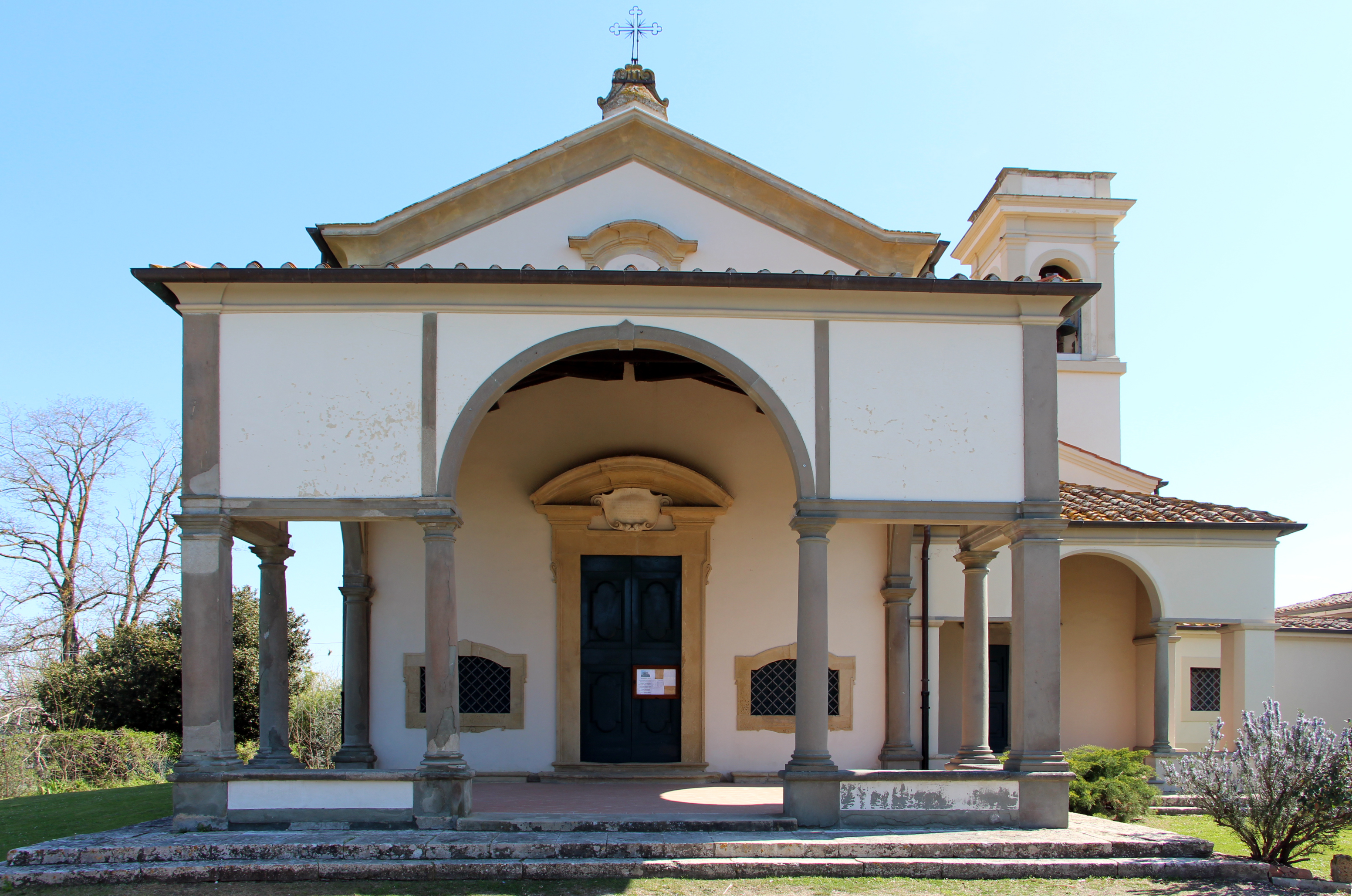
Santuario della Santissima Annunziata
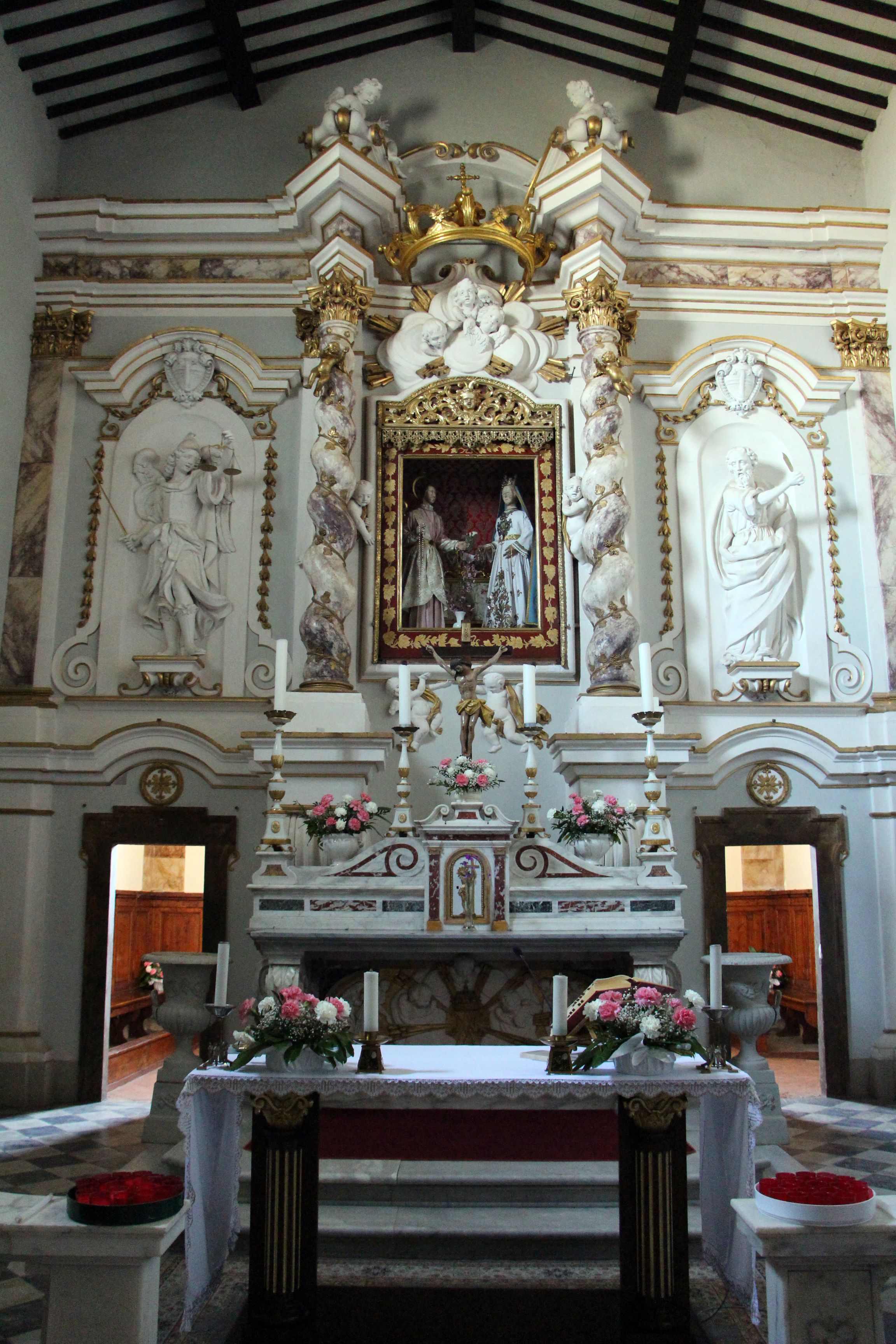
Altar im Santuario

### Kirchen
- Chiesa di San Bartolomeo, Pfarrkirche mit Ursprüngen im 14. Jahrhundert, Mitte des 19. Jahrhunderts komplett umgestaltet. Enthält im Querhaus zwei Kapellen, die von 1860 stammen. Rechtsseitig das Gemälde Martirio di San Bartolomeo von Giovanni Stefano Marucelli (17. Jahrhundert), linksseitig L’Eucarestia (spätes 17. Jahrhundert/frühes 18. Jahrhundert).[8]
- Santuario della Santissima Annunziata, Kirche mit barocken Stilelementen, die durch die Restaurierungen von 1714 entstanden. Die beiden Seitenaltäre stammen aus dem Jahr 1624. Der rechte enthält das Gemälde Angelo custode, der linke ein Martirio di San Sebastiano.[8] Der Campanile stammt aus dem Jahre 1837.
- Chiesa Santi Pietro e Paolo, Kirche im Ortsteil Santo Pietro Belvedere, die 1260 erwähnt und im 17. Jahrhundert vergrößert wurde, heutiges Aussehen durch Umbau um 1958. Enthält ein Taufbecken in weißem Marmor aus dem Jahr 1686 sowie zwei Gemälde aus dem späten 17. Jahrhundert ("San Gaetano" und "Crocifissione"). Der heutige Campanile entstand durch Luigi Bellincioni von 1881 bis 1883 auf den Resten eines älteren Turmes.[8]
- San Rocco Kirche (Oratorium) am Friedhof von Santo Pietro Belvedere kurz nördlich des Ortsteils. Enthält eine Madonna con Bambino aus dem Umfeld von Benozzo Gozzoli.[8]

## Gemeindepartnerschaften
Capannoli unterhält mit folgenden Orten Gemeindepartnerschaften:
- Argenbühl (Deutschland)
- Kambos (Griechenland)
- Cieszanów (Polen)

Argenbühl und Cieszanów sind auch miteinander eine Partnerschaft eingegangen.